# Charadrius mongolus
El chorlitejo mongol chico (Charadrius mongolus) es una pequeña ave limícola perteneciente a la familia de los caradrinos.
Existen cinco subespecies de estas aves: en ocasiones, se considera a las variantes asiáticas de mayor tamaño, C. m. mongolus y C. m. stegmanni, como la misma especie, el chorlitejo mongol. Si se acepta la nueva nomenclatura taxonómica, el chorlitejo mongol chico pasará a llamarse Charadrius atrifrons e incluirá las subespecies atrifrons, pamirensis y schaeferi.

## Distribución
Habita la zona del Himalaya y de manera intermitente en el noreste de Siberia; el chorlitejo mongol vive en la parte oriental de la zona y se han encontrado ejemplares incluso en Alaska. Anida sobre el suelo y deposita tres huevos durante cada temporada de reproducción. Esta especie es migratoria: pasa los inviernos en las playas arenosas del este de África, el sur de Asia y Australasia. Es un ave accidental muy rara en Europa Occidental, e incluso se registraron individuos de esta especie en Gran Bretaña en 2003.

## Morfología
Es un ave de complexión gruesa, con patas y pico largos. Los machos adultos tienen espalda gris y partes bajas blancas; el pecho y la parte superior y posterior de la cabeza son castaños, con una máscara negra alrededor de los ojos. La hembra tiene un plumaje más claro, y los pichones, así como los adultos fuera de la temporada de reproducción, tienen la cabeza rufa en vez de castaña. Las patas son oscuras, al igual que el pico.
En lo que respecta al plumaje, esta especie es muy similar al chorlitejo mongol grande, Charadrius leschenaultii. Sería sencillo diferenciar ambas especies en las bandadas que se agrupan en las playas de la India durante el invierno, cuando la diferencia de tamaño y estructura es obvia; sin embargo, es difícil identificar a un ave solitaria en Europa Occidental, donde estas especies son muy exóticas. El problema radica en que el chorlitejo de Medio Oriente es muy parecido al mongol chico, aunque este último tiene patas más oscuras, frente más clara y una marca blanca en las alas más evidente que la del grande. 

## Alimentación y canto
Se alimenta de insectos, crustáceos y gusanos anélidos, que atrapa con una técnica de "correr y detenerse", a diferencia de otras aves limícolas que se limitan a cazar desde un solo sitio. Esta especie suele desplazarse menos que el chorlitejo grande cuando se alimenta. Su canto es un gorjeo grave.
Esta ave es una de las especies protegidas por el Acuerdo para la Conservación de aves acuáticas migratorias africanas-eurasiáticas.

## Identificación
La principal diferencia entre el chorlitejo mongol chico y el grande es el tamaño. Sin embargo, no es fácil distinguirlos cuando se los ve de manera individual. Otro factor que los distingue es el pico, cuyo tamaño varía según la especie. Asimismo, las patas del chico son, por lo general, más oscuras (de color negro o gris) que las de los grandes, que presentan una coloración de grisácea a amarillenta. 